# Ville Valo
Pour les articles homonymes, voir Valo.
 (août 2007).
Ville Hermanni Valo, né le 22 novembre 1976 à Vallila, dans la banlieue de Helsinki, en Finlande, est un chanteur et auteur-compositeur finlandais principalement connu comme le chanteur du groupe HIM.

## Biographie
Outre le chant, Ville joue également de plusieurs instruments : la batterie, le piano, la basse et la guitare sèche.
Son père est d'origine finlandaise et se prénomme Kari ; sa mère est d'origine hongroise et se prénomme Anita. Il a un frère, Jesse, né en 1984.
Enfant, Ville est influencé par l'amour de la musique de ses parents, qui l'initient à des artistes originaires de Finlande tels  que Tapio Rautavaara et Rauli Badding Somerjoki. Au même moment une cousine, Pia, plus âgée que lui, lui fait découvrir des groupes de heavy metal : KISS, Black Sabbath et Iron Maiden.
À 9 ans, Valo entre au Pop and Jazz Conservatory à Helsinki, où il étudie différents styles musicaux.
Avant de fonder son groupe, il travaille derrière le comptoir du sex-shop de son père (encore ouvert aujourd'hui) qui s'appelle Aikuisten Lelukauppa (en français : « le magasin de jouets des adultes »).
Ses premiers groupes, tous finlandais mais abordant plusieurs styles musicaux furent : B.L.O.O.D. (1986-89), Eloveena Boys (1987-88), Kemoterapia (1989-97). Il fonde le groupe HIM en 1991 avec ses deux meilleurs amis Migé et Lily et sortent en 1995 un EP appelé This Is Only the Beginning. Ils déclarent avoir créé un nouveau style de musique qu'ils appellent «  love metal  » qui est un mélange de pop, de heavy metal, de metal gothique et de glamour.
HIM est le premier et seul groupe originaire de Finlande à être disque d'or aux États-Unis, y vendant plus de 500 000 exemplaires de leur album Dark Light (2005).
À part travailler avec HIM et Daniel Lioneye, Valo reste très occupé dans le domaine de la musique, travaillant avec plusieurs autres artistes au fil des ans.
Il contribue au chant sur plusieurs titres des 69 Eyes (autre groupe de Finlande), sur l'album Apocalyptica d'Apocalyptica sur la chanson Bittersweet (un duo avec Lauri Ylönen, chanteur du groupe The Rasmus), sur l'album Hefty Fine des Bloodhound Gang sur la chanson Something Diabolical (il a d'ailleurs rencontré ce groupe grâce à leur ami commun : Bam Margera), ainsi que sur l'album Thornography de Cradle of Filth en chantant en duo avec Dani Filth sur la chanson The Byronic Man. En 2007, il forme un nouveau duo avec l'actrice Natalia Avelon, pour la chanson Summer Wine qui fait partie de la Pop and Jazz Conservatory à Helsinki, où il étudie différents styles musicaux.
Avant de fonder son groupe, il travaille derrière le comptoir du sex-shop de son père (encore ouvert aujourd'hui) qui s'appelle Aikuisten Lelukauppa (en français : « le magasin de jouets des adultes »).
Ses premiers groupes, tous finlandais mais abordant plusieurs styles musicaux furent : B.L.O.O.D. (1986-89), Eloveena Boys (1987-88), Kemoterapia (1989-97). Il fonde le groupe HIM en 1991 avec ses deux meilleurs amis Migé et Lily et sortent en 1995 un EP appelé This Is Only the Beginning. Ils déclarent avoir créé un nouveau style de musique qu'ils appellent «  love metal  » qui est un mélange de pop, de heavy metal, de metal gothique et de glamour.
HIM est le premier et seul groupe originaire de Finlande à être disque d'or aux États-Unis, y vendant plus de 500 000 exemplaires de leur album Dark Light (2005).
À part travailler avec HIM et Daniel Lioneye, Valo reste très occupé dans le domaine de la musique, travaillant avec plusieurs autres artistes au fil des ans.
Il contribue au chant sur plusieurs titres des 69 Eyes (autre groupe de Finlande), sur l'album Apocalyptica d'Apocalyptica sur la chanson Bittersweet (un duo avec Lauri Ylönen, chanteur du groupe The Rasmus), sur l'album Hefty Fine des Bloodhound Gang sur la chanson Something Diabolical (il a d'ailleurs rencontré ce groupe grâce à leur ami commun : Bam Margera), ainsi que sur l'album Thornography de Cradle of Filth en chantant en duo avec Dani Filth sur la chanson The Byronic Man. En 2007, il forme un nouveau duo avec l'actrice Natalia Avelon, pour la chanson Summer Wine qui fait partie de la Pop and Jazz Conservatory à Helsinki, où il étudie différents styles musicaux.
Avant de fonder son groupe, il travaille derrière le comptoir du sex-shop de son père (encore ouvert aujourd'hui) qui s'appelle Aikuisten Lelukauppa (en français : « le magasin de jouets des adultes »).
Ses premiers groupes, tous finlandais mais abordant plusieurs styles musicaux furent : B.L.O.O.D. (1986-89), Eloveena Boys (1987-88), Kemoterapia (1989-97). Il fonde le groupe HIM en 1991 avec ses deux meilleurs amis Migé et Lily et sortent en 1995 un EP appelé This Is Only the Beginning. Ils déclarent avoir créé un nouveau style de musique qu'ils appellent «  love metal  » qui est un mélange de pop, de heavy metal, de metal gothique et de glamour.
HIM est le premier et seul groupe originaire de Finlande à être disque d'or aux États-Unis, y vendant plus de 500 000 exemplaires de leur album Dark Light (2005).
À part travailler avec HIM et Daniel Lioneye, Valo reste très occupé dans le domaine de la musique, travaillant avec plusieurs autres artistes au fil des ans.
Il contribue au chant sur plusieurs titres des 69 Eyes (autre groupe de Finlande), sur l'album Apocalyptica d'Apocalyptica sur la chanson Bittersweet (un duo avec Lauri Ylönen, chanteur du groupe The Rasmus), sur l'album Hefty Fine des Bloodhound Gang sur la chanson Something Diabolical (il a d'ailleurs rencontré ce groupe grâce à leur ami commun : Bam Margera), ainsi que sur l'album Thornography de Cradle of Filth en chantant en duo avec Dani Filth sur la chanson The Byronic Man. En 2007, il forme un nouveau duo avec l'actrice Natalia Avelon, pour la chanson Summer Wine qui fait partie de la Pop and Jazz Conservatory à Helsinki, où il étudie différents styles musicaux.
Avant de fonder son groupe, il travaille derrière le comptoir du sex-shop de son père (encore ouvert aujourd'hui) qui s'appelle Aikuisten Lelukauppa (en français : « le magasin de jouets des adultes »).
Ses premiers groupes, tous finlandais mais abordant plusieurs styles musicaux furent : B.L.O.O.D. (1986-89), Eloveena Boys (1987-88), Kemoterapia (1989-97). Il fonde le groupe HIM en 1991 avec ses deux meilleurs amis Migé et Lily et sortent en 1995 un EP appelé This Is Only the Beginning. Ils déclarent avoir créé un nouveau style de musique qu'ils appellent «  love metal  » qui est un mélange de pop, de heavy metal, de metal gothique et de glamour.
HIM est le premier et seul groupe originaire de Finlande à être disque d'or aux États-Unis, y vendant plus de 500 000 exemplaires de leur album Dark Light (2005).
À part travailler avec HIM et Daniel Lioneye, Valo reste très occupé dans le domaine de la musique, travaillant avec plusieurs autres artistes au fil des ans.
Il contribue au chant sur plusieurs titres des 69 Eyes (autre groupe de Finlande), sur l'album Apocalyptica d'Apocalyptica sur la chanson Bittersweet (un duo avec Lauri Ylönen, chanteur du groupe The Rasmus), sur l'album Hefty Fine des Bloodhound Gang sur la chanson Something Diabolical (il a d'ailleurs rencontré ce groupe grâce à leur ami commun : Bam Margera), ainsi que sur l'album Thornography de Cradle of Filth